# Rendu
Pour les articles homonymes, voir Rendu (homonymie).

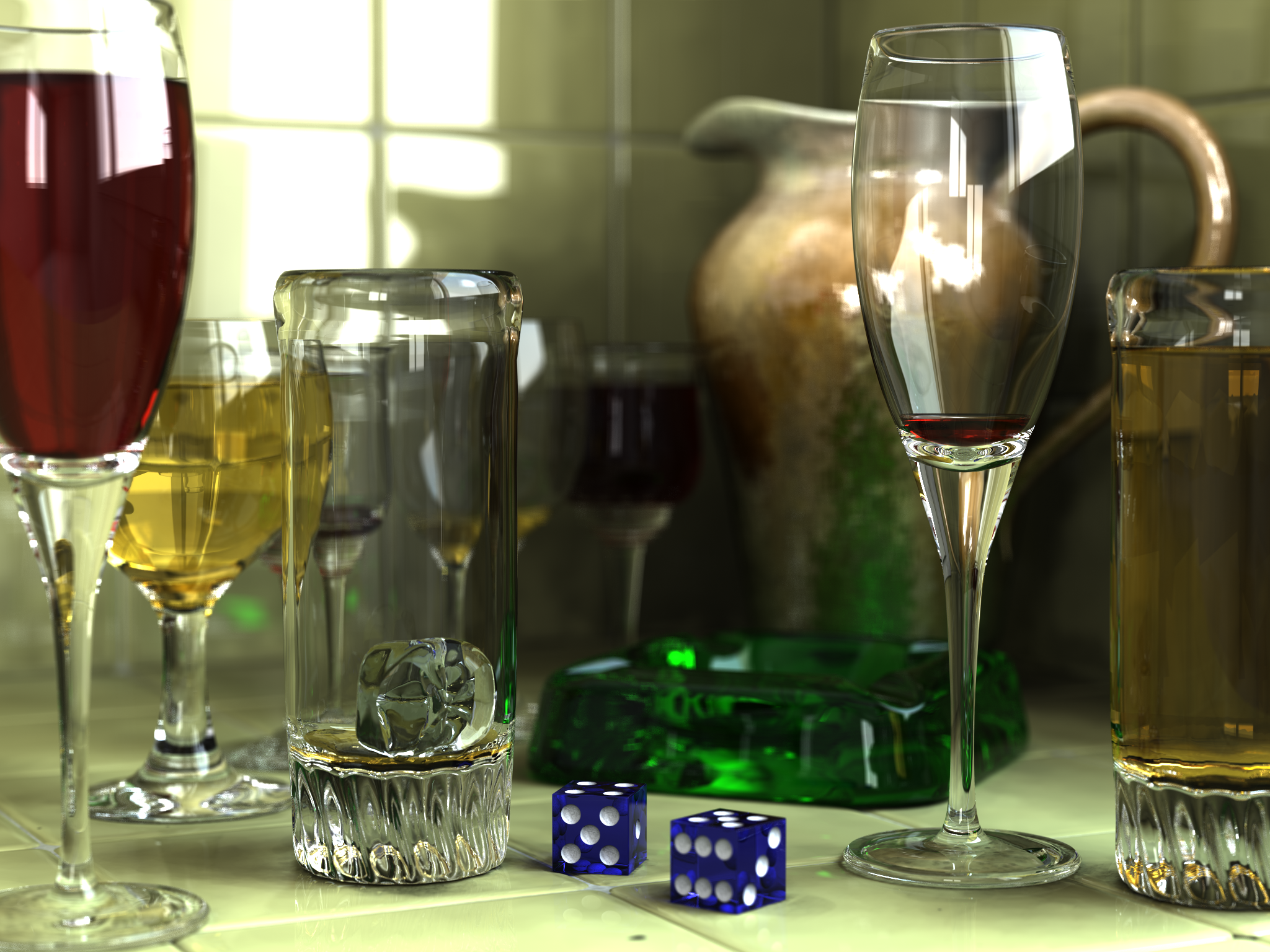
Rendu par radiosité.

Le rendu est un processus informatique calculant l'image 2D (équivalent d'une photographie) d'une scène créée dans un logiciel de modélisation tridimensionnelle comportant à la fois des objets et des sources de lumière et vue d'un point de vue précis (appelé "caméra"). Ce processus peut faire appel à différentes techniques de calcul d'éclairement plus ou moins élaborées, dont les plus connues sont le rendu au lancer de rayon et en rastérisation.
Plus le rendu final d'une scène sera réaliste (prise en compte de l'ensemble des phénomènes physiques : réflexion, réfraction, radiosité, etc.) plus le temps de calcul sera long. Certaines scènes se rapprochant du photoréalisme peuvent mettre plusieurs jours à être rendues.
La priorité étant parfois la vitesse (3D temps réel), des techniques de rendus utilisant le matériel (au travers d'OpenGL ou de Direct3D, par exemple) sont utilisées en usant de compromis qui permettent d'obtenir un minimum de photoréalisme tout en offrant de meilleures performances, voire de l'interactivité. Certains paramètres de la scène peuvent alors être figés (cas de la radiosité dans certains cas) tandis que d'autres sont modifiables en temps réel (position du point de vue, matériaux, etc.)